# Abu Yaqub Yusuf

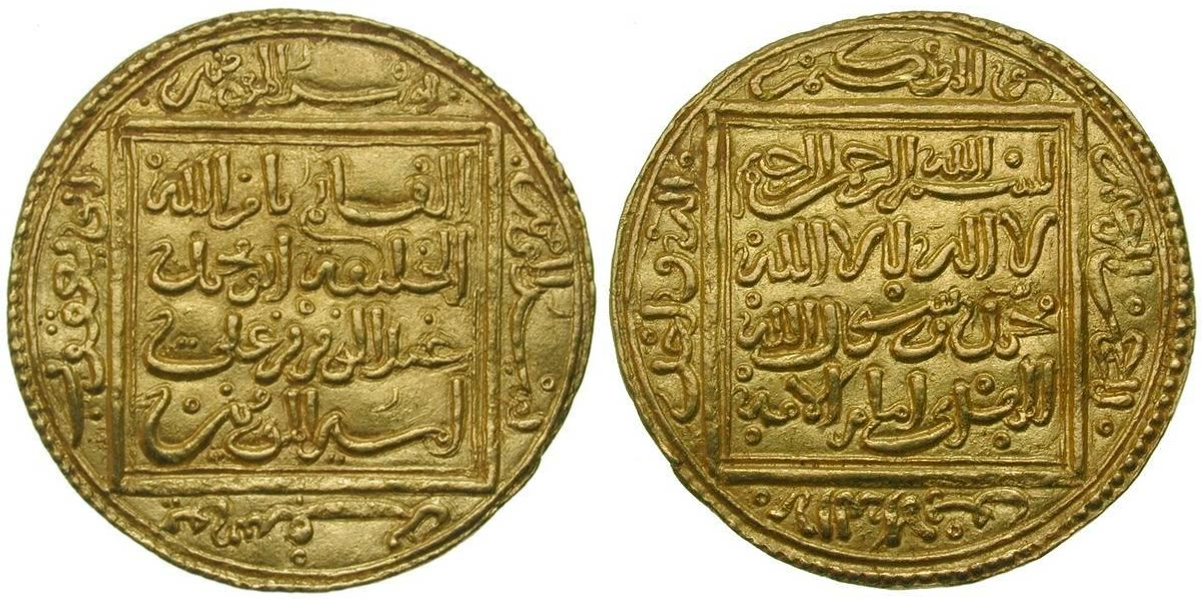
Munt met inscriptie van Abu Yaqub Yusuf

Abu Yaqub Yusuf (al-Shahid) of Yusuf I (Arabisch: أبو يعقوب يوسف) (Tinmel, 1140 - nabij Évora, 29 juli 1184) was de tweede kalief van de Almohadendynastie in Marokko. Hij regeerde van 1163 tot 1184.
Abu Yaqub Yusuf werd in Tinmel (of Tin Mal) in de Hoge Atlas in Marokko geboren. Van moederszijde stamde hij af van de Berberstam Masmuda, zijn vader was een Zenata Berber.
Hij maakte al op jonge leeftijd kennis met Al-Andalus doordat hij enige tijd gouverneur van Sevilla was. In 1163 werd zijn broer Mohammed van de troon verstoten en werd hij kalief. Hij huwde rond 1172 met de dochter van Mohammed ibn Abd Allah ibn Saad ibn Mardanis, de emir van de taifa Valencia en de  taifa Murcia, een van zijn vroegere vijanden.
In 1184 belegerde hij Santarém in Portugal, dat verdedigd werd door koning Alfons I van Portugal en ontzet werd door Ferdinand II van León. Hij stierf aan zijn verwondingen nadat hij in Sevilla was aangekomen.
Zijn resten werden overgebracht naar Tinmel en naast Mohammed ibn Tumart en Abd al-Mu'min ibn Ali geplaatst.
Hij had een zoon:
- Abu Yusuf Yaqub al-Mansur (ca. 1160-1199)